# ウスバゼニゴケ
ウスバゼニゴケ (Blasia pusilla) は、ウスバゼニゴケ目に分類される苔類。本種のみでウスバゼニゴケ属（Blasia）を構成する。

## 分布
日本を含む北半球に広く分布する。

## 特徴

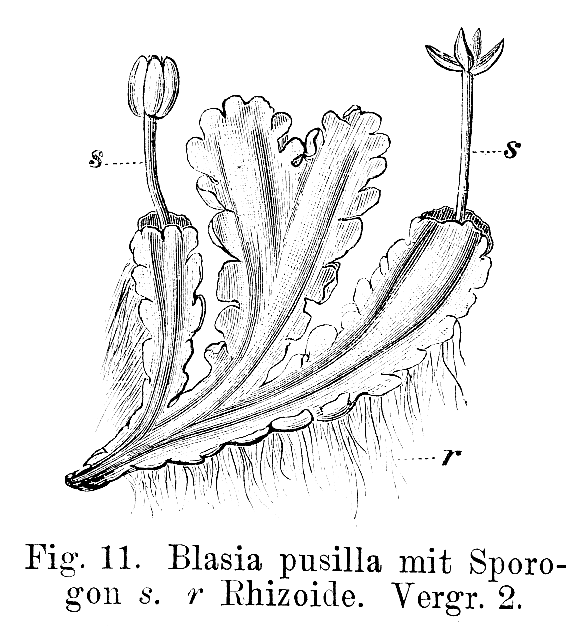
ウスバゼニゴケの葉状体と胞子体(s)

葉状体は淡緑色でうすく、裂片は浅く切れ込み半月型になる。葉状体には暗緑色の小点があり、ここに藍藻が共生している。ここに共生している藍藻はネンジュモの1種、Nostoc sphaericum Vauchi. であると同定されているが、どのような過程を経て共生関係になっているかは明らかになっていない。2種類の無性芽を形成し、ひとつは葉状体の先にできるとっくり型の構造内にでき、もう一つは葉状体の背面から生じる星型のものである。朔は卵形で4裂する。胞子は黄緑色で大きさは50μm。
ウスバゼニゴケの植物体に含まれる化合物を分析したところ、フェノール性の化合物であるシキミ酸や、共生藍藻由来と考えられるデプシド類などが単離された。

## 近縁種
同じウスバゼニゴケ科のシャクシゴケに類似するが、シャクシゴケはとっくり型の容器を形成しないことで区別できる。